# Baron Milton

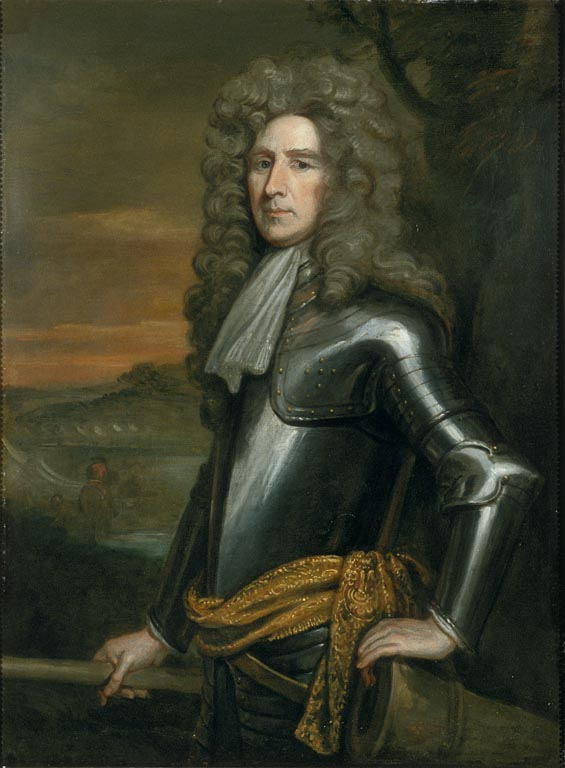
Henry Sidney, 1. Baron Milton

Baron Milton war ein erblicher britischer Adelstitel, der jeweils einmal in der Peerage of England, der Peerage of Ireland und der Peerage of Great Britain verliehen wurde.

## Verleihungen
In erster Verleihung wurde am 9. September 1689 in der Peerage of England der Titel Baron Milton, of Milton in the County of Kent, an Henry Sydney verliehen, zusammen mit dem übergeordneten Titel Viscount Sydney, of Sheppey in the County of Kent. 1694 wurde er auch zum Earl of Romney erhoben. Die Titel erloschen als er am 8. April 1704 kinderlos starb.
In zweiter Verleihung wurde am 3. Juni 1753 in der Peerage of Ireland der Titel Baron Milton, of Shronehill in the County of Tipperary, für den Unterhausabgeordneten Joseph Damer geschaffen. Am 10. Mai 1762 wurde demselben in der Peerage of Great Britain der Titel Baron Milton, of Milton Abbey in the County of Dorset, verliehen. Im Gegensatz zur irischen Baronie war mit der britischen Baronie ein erblicher Sitz im House of Lords verbunden, der einen gleichzeitigen Sitz im House of Commons ausschloss. Lord Milton wurde am 18. Mai 1792 in der Peerage of Great Britain auch zum Earl of Dorchester und Viscount Milton erhoben. Die Titel erloschen als sein Sohn, der 2. Earl, 1808 unverheiratet und kinderlos starb.

## Liste der Barone Milton

### Barone Milton, erste Verleihung (1689)
- Henry Sydney, 1. Earl of Romney, 1. Baron Milton (1641–1704)

### Barone Milton, zweite und dritte Verleihung (1753 & 1762)
- Joseph Damer, 1. Earl of Dorchester, 1. Baron Milton (1718–1798)
- George Damer, 2. Earl of Dorchester, 2. Baron Milton (1746–1808)